# Домброва-Шляхецка
Домбро́ва-Шляхе́цка (пол. Dąbrowa Szlachecka) — село в Польше в сельской гмине Чернихув Краковского повета Малопольского воеводства.

## География
Село располагается в 7 км от административного центра гмины села Чернихув и в 15 км от административного центра воеводства города Краков.
В 1975—1998 годах село входило в состав Краковского воеводства.

## Население
Жители села издавна занимаются виноградарством. В конце XVIII века в селе насчитывалось 30 домохозяйств.
По состоянию на 2013 год в селе проживало 696 человек.
| 2010 | 2013 |
| ---- | ---- |
| 639  | 696  |

| Перепись  | Всего   | Всего | Женщины | Женщины | Мужчины | Мужчины |
| --------- | ------- | ----- | ------- | ------- | ------- | ------- |
| Единицы   | человек | %     | человек | %       | человек | %       |
| Население | 696     | 100   | 349     |         | 347     |         |